# Кишкино (Гдовский район)
Кишкино — деревня в Гдовском районе Псковской области России. Входит в состав Добручинской волости Гдовского района.
Расположена на берегу Чудского озера, в 24 км к северу от Гдова и в 13 км к северо-западу от волостного центра, деревни Добручи. Севернее примыкает к деревне Козлов Берег.

## Население
Численность населения деревни на 2000 год составляла 12 человек, по переписи 2002 года — 12 человек.